# Superpuchar Cypru w piłce siatkowej mężczyzn (2024)
Superpuchar Cypru w piłce siatkowej mężczyzn 2024 (oficjalnie OPAP Superpuchar Mężczyzn 2024, gr. ΟΠΑΠ Σούπερ Καπ Ανδρών 2024) – 31. edycja rozgrywek o Superpuchar Cypru zorganizowana przez Cypryjski Związek Piłki Siatkowej (gr. Κυπριακή Ομοσπονδία Πετοσφαίρισης, ΚΟΠΕ). Mecz odbył się 4 października 2024 roku w hali sportowej Tasos Papadopulos – Elefteria w Engomi.
W spotkaniu uczestniczyły dwa kluby: mistrz i zdobywca Pucharu Cypru w sezonie 2023/2024 – Omonia Nikozja oraz finalista Pucharu Cypru 2024 – Kuutio Homes Pafiakos Pafos.
Po raz czwarty Superpuchar Cypru zdobył zespół Kuutio Homes Pafiakos Pafos.

## Drużyny uczestniczące
W meczu o Superpuchar Cypru 2024 uczestniczyli: mistrz i zdobywca Pucharu Cypru w sezonie 2023/2024 – Omonia Nikozja oraz finalista Pucharu Cypru w tym samym sezonie – Kuutio Homes Pafiakos Pafos.
| Drużyna                     | Osiągnięcia w sezonie 2023/2024      |
| --------------------------- | ------------------------------------ |
| Omonia Nikozja              | mistrzostwo i zdobycie Pucharu Cypru |
| Kuutio Homes Pafiakos Pafos | finał Pucharu Cypru                  |
| Źródło:                     |                                      |

## Mecz
4 października 2024 – 20:00 (UTC+3) • Hala Sportowa Tasos Papadopulos – Elefteria, Engomi
Widzów: 310
Czas trwania meczu: 106 minut
Sędziowie: Isaak Fluris i Joanis Mitsis
| Omonia Nikozja        | 0:3                   | Kuutio Homes Pafiakos Pafos |
| Fernando Pires 18 pkt | (24:26, 18:25, 19:25) | Bojan Jordanow 15 pkt       |

| Poz.                 | Nr | Zawodnik                | 1        | 2          | 3          | 4 | 5 | Pkt |
| -------------------- | -- | ----------------------- | -------- | ---------- | ---------- | - | - | --- |
| R                    | 5  | Siergiej Antipkin       | 4 jeden  | 5 dwa      | 6 trzy     |   |   | 2   |
| A                    | 7  | Théo Lopes              | 7 cztery | 8 pięć     | 9 sześć    |   |   | 8   |
| Ś                    | 9  | Christodulos Andoniadis | 9 sześć  | 4 jeden    |            |   |   |     |
| P                    | 11 | Robinson Dvoranen       | 8 pięć   | 9 sześć    | 4 jeden    |   |   | 4   |
| Ś                    | 12 | Angelos Aleksiu         | 6 trzy   | 7 cztery   | 8 pięć     |   |   | 1   |
| P                    | 99 | Fernando Pires          | 5 dwa    | 6 trzy     | 7 cztery   |   |   | 18  |
| L                    | 3  | Kanaris Pappas          | L        | L          | L          |   |   |     |
| Zmiany               |    |                         |          |            |            |   |   |     |
| Ś                    | 10 | Orestis Papadimitriu    |          | 18 zmiana9 | 5 dwa      |   |   |     |
| P                    | 14 | Nikolas Fautas          |          | 16 zmiana7 | 16 zmiana7 |   |   | 1   |
| R                    | 19 | Andonis Mawromatis      |          | 14 zmiana5 |            |   |   |     |
| L                    | 13 | Charalambos Tumbi       | L        |            |            |   |   |     |
| Nie weszli na boisko |    |                         |          |            |            |   |   |     |
| P                    | 16 | Rafael Stilianu         |          |            |            |   |   |     |
| Ś                    | 17 | Pawlos Wasiliu          |          |            |            |   |   |     |
| R                    | 24 | Pandelis Fautas         |          |            |            |   |   |     |
| Trener               |    |                         |          |            |            |   |   |     |
| Sawas Sawa           |    |                         |          |            |            |   |   |     |

| Poz.                 | Nr | Zawodnik               | 1           | 2        | 3           | 4 | 5 | Pkt |
| -------------------- | -- | ---------------------- | ----------- | -------- | ----------- | - | - | --- |
| R                    | 4  | Alejandro Lahoz        | 6 trzy      | 6 trzy   | 6 trzy      |   |   | 2   |
| Ś                    | 6  | Marios Strungarewits   | 5 dwa       | 5 dwa    | 5 dwa       |   |   | 4   |
| P                    | 7  | Nikolas Elefteriu      | 7 cztery    | 7 cztery | 7 cztery    |   |   | 11  |
| Ś                    | 11 | Christos Prodromu      | 8 pięć      | 8 pięć   | 8 pięć      |   |   | 12  |
| A                    | 13 | Bojan Jordanow         | 9 sześć     | 9 sześć  | 9 sześć     |   |   | 15  |
| P                    | 14 | Tomás Rodríguez        | 4 jeden     | 4 jeden  | 4 jeden     |   |   | 8   |
| L                    | 10 | Stamatis Sawidis       | L           | L        | L           |   |   |     |
| Zmiany               |    |                        |             |          |             |   |   |     |
| P                    | 5  | Bruno Wagner           | 23 zmiana14 |          |             |   |   |     |
| Ś                    | 3  | Awgustinos Panajotidis | 22 zmiana13 |          | 22 zmiana13 |   |   |     |
| Nie weszli na boisko |    |                        |             |          |             |   |   |     |
| R                    | 2  | Christos Sokratus      |             |          |             |   |   |     |
| P                    | 9  | Aleksis Sawidis        |             |          |             |   |   |     |
| L                    | 18 | Awgustinos Sawidis     |             |          |             |   |   |     |
| Ś                    | 19 | Nikolas Michail        |             |          |             |   |   |     |
| P                    | 20 | Konstandinos Skordis   |             |          |             |   |   |     |
| Trener               |    |                        |             |          |             |   |   |     |
| Jorgos Platritis     |    |                        |             |          |             |   |   |     |

## Ustawienie wyjściowe drużyn
| Wyjściowe ustawienie w 1. secie                                                                           |
| --- |
| Antipkin Pires Aleksiu Théo Dvoranen Andoniadis Rodríguez Strungarewits Lahoz Elefteriu Prodromu Jordanow |

| Wyjściowe ustawienie w 2. secie                                                                           |
| --- |
| Andoniadis Antipkin Pires Aleksiu Théo Dvoranen Rodríguez Strungarewits Lahoz Elefteriu Prodromu Jordanow |

| Wyjściowe ustawienie w 3. secie                                                                             |
| --- |
| Dvoranen Papadimitriu Antipkin Pires Aleksiu Théo Rodríguez Strungarewits Lahoz Elefteriu Prodromu Jordanow |

Źródło: 

## Przebieg meczu

### Rozkład punktów
| OMO | PAF |
| --- | --- |
| 1   | 0   |
| 2   | 0   |
| 3   | 0   |
| 3   | 1   |
| 4   | 1   |
| 4   | 2   |
| 5   | 2   |
| 6   | 2   |
| 6   | 3   |
| 7   | 3   |
| 7   | 4   |
| 7   | 5   |
| 8   | 5   |
| 8   | 6   |
| 9   | 6   |
| 9   | 7   |
| 9   | 8   |
| 10  | 8   |
| 10  | 9   |
| 11  | 9   |
| 11  | 10  |
| 11  | 11  |
| 11  | 12  |
| 11  | 13  |
| 12  | 13  |
| 12  | 14  |
| 13  | 14  |
| 13  | 15  |
| 14  | 15  |
| 14  | 16  |
| 15  | 16  |
| 15  | 17  |
| 16  | 17  |
| 17  | 17  |
| 17  | 18  |
| 18  | 18  |
| 19  | 18  |
| 19  | 19  |
| 19  | 20  |
| 20  | 20  |
| 21  | 20  |
| 21  | 21  |
| 21  | 22  |
| 22  | 22  |
| 22  | 23  |
| 22  | 24  |
| 23  | 24  |
| 24  | 24  |
| 24  | 25  |
| 24  | 26  |

| OMO | PAF |
| --- | --- |
| 0   | 1   |
| 1   | 1   |
| 1   | 2   |
| 1   | 3   |
| 2   | 3   |
| 2   | 4   |
| 3   | 4   |
| 3   | 5   |
| 4   | 5   |
| 4   | 6   |
| 4   | 7   |
| 5   | 7   |
| 5   | 8   |
| 5   | 9   |
| 5   | 10  |
| 6   | 10  |
| 6   | 11  |
| 7   | 11  |
| 7   | 12  |
| 7   | 13  |
| 7   | 14  |
| 7   | 15  |
| 8   | 15  |
| 9   | 15  |
| 9   | 16  |
| 9   | 17  |
| 10  | 17  |
| 10  | 18  |
| 11  | 18  |
| 12  | 18  |
| 12  | 19  |
| 13  | 19  |
| 13  | 20  |
| 14  | 20  |
| 15  | 20  |
| 16  | 20  |
| 17  | 20  |
| 17  | 21  |
| 17  | 22  |
| 17  | 23  |
| 18  | 23  |
| 18  | 24  |
| 18  | 25  |

| OMO | PAF |
| --- | --- |
| 0   | 1   |
| 1   | 1   |
| 1   | 2   |
| 2   | 2   |
| 2   | 3   |
| 3   | 3   |
| 4   | 3   |
| 4   | 4   |
| 5   | 4   |
| 5   | 5   |
| 5   | 6   |
| 6   | 6   |
| 6   | 7   |
| 7   | 7   |
| 8   | 7   |
| 8   | 8   |
| 9   | 8   |
| 9   | 9   |
| 10  | 9   |
| 10  | 10  |
| 10  | 11  |
| 10  | 12  |
| 10  | 13  |
| 10  | 14  |
| 10  | 15  |
| 10  | 16  |
| 11  | 16  |
| 11  | 17  |
| 12  | 17  |
| 12  | 18  |
| 12  | 19  |
| 13  | 19  |
| 14  | 19  |
| 14  | 20  |
| 15  | 20  |
| 15  | 21  |
| 16  | 21  |
| 16  | 22  |
| 16  | 23  |
| 16  | 24  |
| 17  | 24  |
| 18  | 24  |
| 19  | 24  |
| 19  | 25  |

Źródło: 

### Zmiany i przerwy
| Omonia Nikozja | Omonia Nikozja | Omonia Nikozja | Omonia Nikozja | Omonia Nikozja | Kuutio Homes Pafiakos Pafos | Kuutio Homes Pafiakos Pafos | Kuutio Homes Pafiakos Pafos | Kuutio Homes Pafiakos Pafos | Kuutio Homes Pafiakos Pafos |
| Wynik          | Out            | Out            | In             | In             | Wynik                       | Out                         | Out                         | In                          | In                          |
| -------------- | -------------- | -------------- | -------------- | -------------- | --------------------------- | --------------------------- | --------------------------- | --------------------------- | --------------------------- |
| SET 1          |                |                |                |                |                             |                             |                             |                             |                             |
|                |                |                |                |                | 21:21                       | 14                          | Rodríguez                   | 5                           | Wagner                      |
| 22:22          | 5              | Wagner         | 14             | Rodríguez      |                             |                             |                             |                             |                             |
| 24:25          | 13             | Jordanow       | 3              | Panajotidis    |                             |                             |                             |                             |                             |
| SET 2          |                |                |                |                |                             |                             |                             |                             |                             |
| 10:18          | 9              | Andoniadis     | 10             | Papadimitriu   |                             |                             |                             |                             |                             |
| 11:18          | 7              | Théo           | 14             | Fautas         |                             |                             |                             |                             |                             |
| 13:20          | 5              | Antipkin       | 19             | Mawromatis     |                             |                             |                             |                             |                             |
| SET 3          |                |                |                |                |                             |                             |                             |                             |                             |
| 13:19          | 7              | Théo           | 14             | Fautas         | 12:18                       | 13                          | Jordanow                    | 3                           | Panajotidis                 |
|                |                |                |                |                | 13:19                       | 3                           | Panajotidis                 | 13                          | Jordanow                    |

| Przerwa   | OMO   | PAF   |
| --------- | ----- | ----- |
| SET 1     |       |       |
| Przerwa 1 | 21:22 | 19:18 |
| Przerwa 2 | 22:24 |       |
| SET 2     |       |       |
| Przerwa 1 | 5:10  | 17:20 |
| Przerwa 2 | 7:14  |       |
| SET 3     |       |       |
| Przerwa 1 | 10:13 |       |
| Przerwa 2 | 10:16 |       |

Źródło: 